# Amalie Eikeland
Amalie Vevle Eikelund (født 26. august 1995) er en kvindelig norsk fodboldspiller, der spiller som angriber for Reading i FA Women's Super League og Norges kvindefodboldlandshold, siden 2016. Hun har flere U-landskampe på CV'et.
Hun har tidligere spillet for Arna-Bjørnar og IL Sandviken i Toppserien, indtil hun i August 2019, skiftede til den engelske ligaklub Reading.
Hun blev udtaget til den norske trup, mod VM 2019 i Frankrig.